# Lulzim Basha

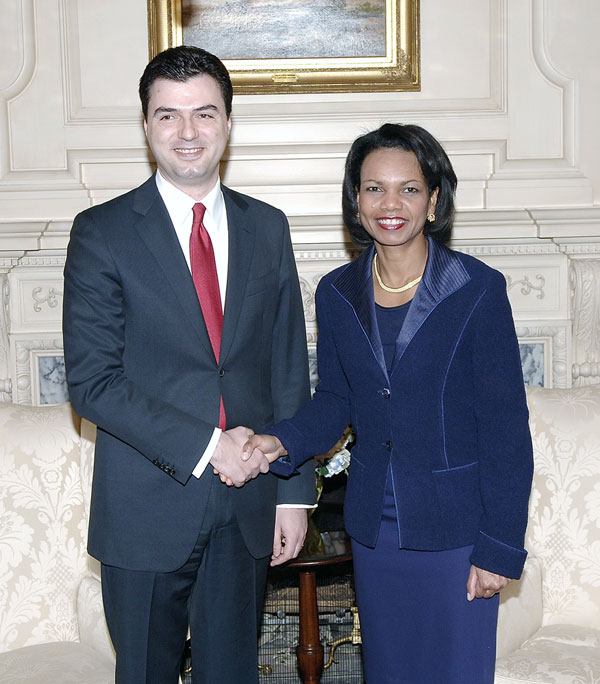
Basha con Condoleezza Rice

Lulzim Basha ( escucharⓘ ; nacido el 12 de junio de 1974) es un político conservador albanés que fue alcalde de Tirana, capital de Albania, entre 2011 y 2015. También es líder del Partido Demócrata de Albania, el principal partido de la oposición del país. 
Antes de ser elegido alcalde de Tirana, Basha fue elegido dos veces como miembro del Parlamento que representa a Tirana (2005–2009) y Elbasan (2009–2011). Durante ese período se desempeñó como Ministro de Obras Públicas, Transporte y Telecomunicaciones de Albania (2005-2007), Ministro de Relaciones Exteriores (2007-2009) y Ministro del Interior (2009-2011).

## Biografía
Lulzim Basha nació en Tirana el 12 de junio de 1974. Su familia es oriunda de Drenica en Kosovo,  donde fueron expulsados por los partisanos yugoslavos. Después de asistir a la Escuela Secundaria Sami Frashëri, estudió Derecho en la Universidad de Utrecht de los Países Bajos, trabajando posteriormente para el Tribunal Penal Internacional para la ex Yugoslavia como miembro del equipo de investigación de crímenes de guerra de las fuerzas serbias en Kosovo (1998–1999).
En el año 2000, Basha se unió al Departamento de Justicia de la administración de la ONU de Kosovo, UNMIK, primero como asesor legal y luego como Jefe Adjunto de Gabinete del Director del Departamento de Justicia de la UNMIK desde octubre de 2001. Desde noviembre de 2002 hasta enero de 2005, Basha se desempeñó como asesor especial para la transición en el mismo departamento. 

## Carrera política
Basha se unió al Partido Demócrata de Albania en enero de 2005 y se convirtió en miembro de la Presidencia del partido en mayo de ese año. Desde entonces ha ocupado varios cargos ministeriales en gobiernos dirigidos por el Partido Demócrata. 

### Gabinete de Berisha (2005–2011)
Se desempeñó como portavoz del partido durante las elecciones parlamentarias de 2005, en las que fue elegido para el Parlamento albanés como el diputado del distrito electoral número 33 en Tirana. Luego fue nombrado Ministro de Obras Públicas, Transporte y Telecomunicaciones, cargo que ostentó ocupó por un período de dos años. Basha inició las mayores infraestructuras públicas de la historia de Albania, la Autopista Albania-Kosovo, que incluyó la construcción de un 5.6 km de túnel. En 2007, el fiscal jefe de Albania, Theodhori Sollaku, solicitó al parlamento que levantara la inmunidad de Basha para que pudiera iniciar una investigación sobre posibles cargos de corrupción política y abuso de poder. Esto fue en relación con la adjudicación del contrato de construcción de la carretera a Bechtel-ENKA a una empresa extranjera. Estos cargos se presentaron después de que el propio Fiscal Jefe hubiera sido acusado por el Parlamento por cargos de connivencia con el crimen organizado. Basha dijo que los cargos tenían motivaciones políticas, aunque pidió al Parlamento que levantara su inmunidad. En consecuencia, el Tribunal Supremo de Albania después de un proceso legal lo relevó de todos los cargos. Después de las elecciones de 2009, Basha fue propuesto como Ministro del Interior en el nuevo gobierno de Sali Berisha. Como Ministro del Interior, implementó todos los criterios requeridos para viajar sin visado a los países Schengen, incluida la modernización del sistema de policía de fronteras e inmigración albanés, la emisión de pasaportes biométricos de alta seguridad y una lucha más dura contra la actividad criminal y los activos criminales. Estos pasos obtuvieron elogios internacionales, especialmente por parte de EUROPOL y otros organismos encargados de hacer cumplir la ley, y llevaron a la decisión de la UE el 8 de noviembre de 2010 de eliminar todos los requisitos de visado de viaje para los ciudadanos albaneses a partir del 15 de diciembre de 2010.

### Alcalde de Tirana (2011–2015)
En 2011, Basha era el candidato del partido gobernante para el puesto de Alcalde de Tirana. Derrotó al líder de la oposición socialista, Edi Rama, por un margen muy estrecho (solo 81 votos después del recuento) en una elección muy disputada. Se desempeñó como alcalde hasta el 2015. 

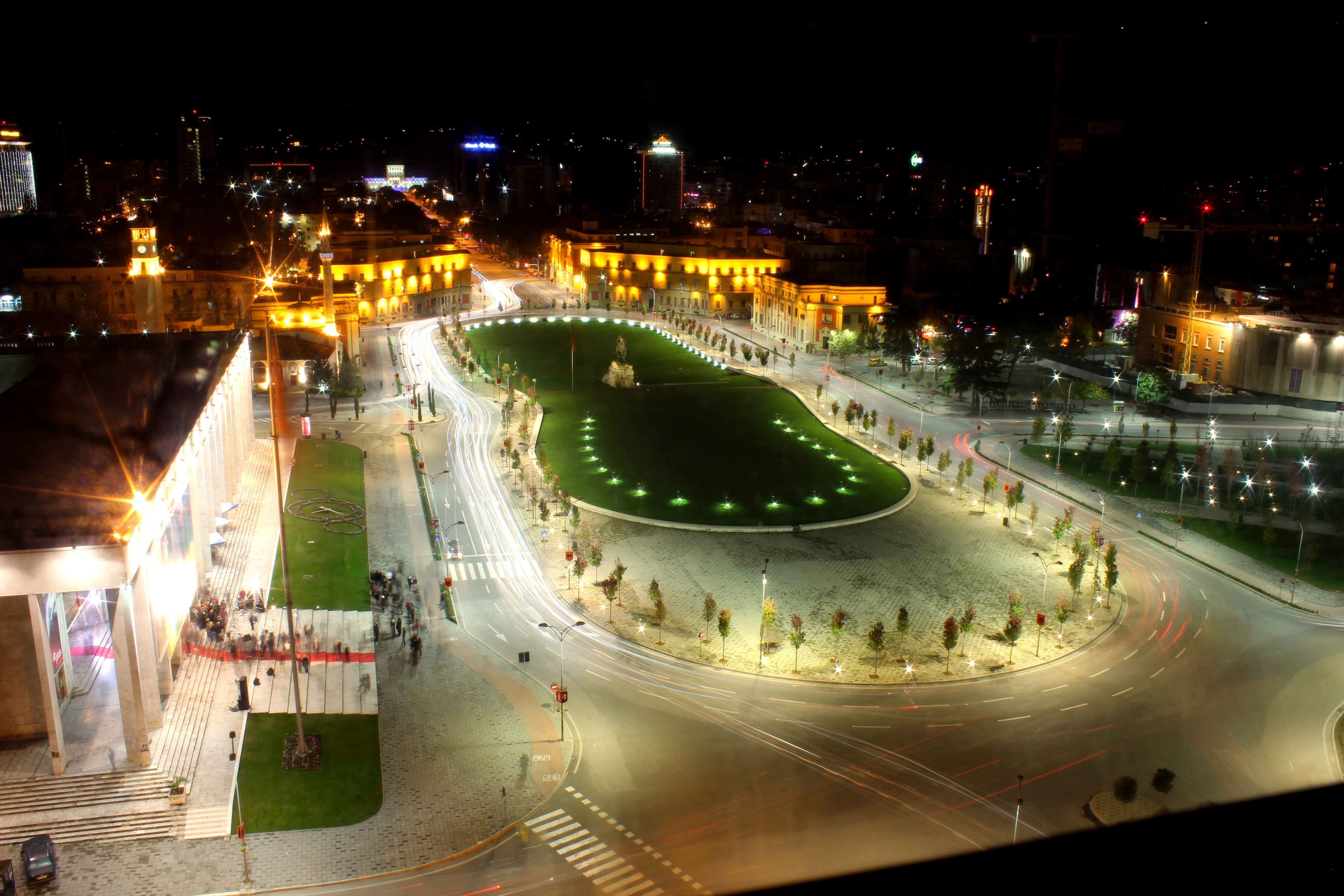
Imagen de la Plaza Skanderbeg, que fue reconstruida durante la Alcaldía de Basha.

Durante su mandato como alcalde, Basha se comprometió a liderar grandes reformas en sus primeros cien días en el cargo, al tiempo que prometía hacer el municipio más accesible para los ciudadanos y libre de conflictos políticos.
Su enfoque principal fue el desarrollo del nuevo plan estratégico urbano, para aumentar las inversiones y el empleo y resolver los problemas de tráfico en el centro de la ciudad. 
En mayo de 2012 se presentó un borrador que se consideró muy importante para el futuro desarrollo económico de la ciudad. Fue uno de los primeros éxitos de Basha como alcalde de Tirana, pero la oposición se opuso al plan. El nuevo Plan de Desarrollo Urbano propuso una serie de medidas, principalmente con un enfoque en la red de carreteras y, en menor medida, en modos de transporte sostenibles. Se propuso un sistema de tranvías además del sistema de autobuses y el plan también incluía la construcción de un nuevo bulevar en la parte norte de la ciudad y la rehabilitación del río Ishëm.
El plan anterior para la Plaza Skanderbeg fue desechado y se introdujo uno nuevo con un segmento de carretera más estrecho alrededor del centro de la plaza e incluyendo carriles para bicicleta. Los jardines existentes al sur de la estatua de Skanderbeg se extendieron hacia el norte unos cientos de metros, además de plantarse más árboles. 
En mayo de 2013, el ayuntamiento lanzó una licitación internacional para la construcción del nuevo bulevar norte de la capital, con una longitud de 1,8 km. Se esperaba que el proyecto terminara antes del primer mandato de Basha como alcalde, pero después de las elecciones parlamentarias de 2013, el nuevo Gobierno de Rama cortó la mayoría de los fondos y muchos proyectos quedaron sin terminar. 
Basha no se postuló para un segundo mandato en las elecciones municipales de 2015, que fueron ganadas por el candidato del Partido Socialista, Erion Veliaj.

### Líder de la oposición (desde 2013)
Después de la derrota de la coalición liderada por el Partido Democrático en las elecciones parlamentarias de 2013 y la renuncia de Sali Berisha como líder del partido, Basha fue elegido presidente del Partido Democrático el 23 de julio de 2013, después de la primera elección de un miembro con un voto en la historia del partido.
El 30 de septiembre de 2014, se celebró un congreso nacional del Partido Democrático para elegir un nuevo liderazgo. En el congreso, Basha anunció una dura reforma del partido. 

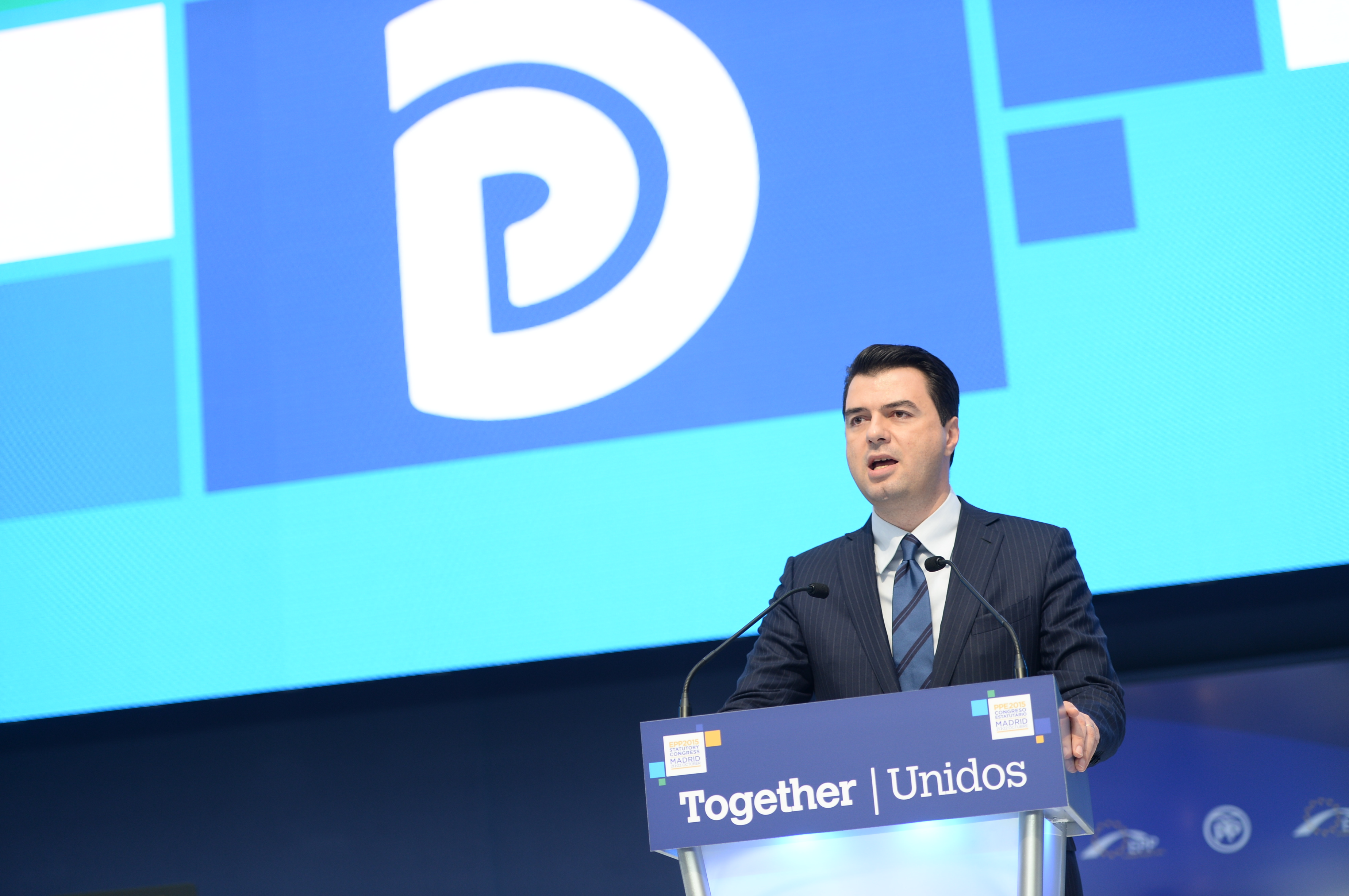
Basha durante un congreso del Partido Popular Europeo celebrado en Madrid, España.

Durante su liderazgo, se llevaron a cabo numerosas manifestaciones contra el gobierno, acusando al gobierno de corrupción y vínculos con el crimen organizado del país. En 2015, el Partido Democrático propuso una Ley de despenalización, que llevó a varios meses de negociaciones con el gobierno. Finalmente, en diciembre de 2015, la ley fue aprobada por mayoría en el Parlamento, impidiendo que las personas con condenas penales ocuparan cargos públicos.
El 11 de diciembre de 2016, durante las celebraciones del 26 aniversario del Partido Democrático, el líder del partido, Lulzim Basha, anunció su programa para la modernización y democratización del partido antes de las elecciones parlamentarias de 2017. 
Basha aseguró que el 35% de los candidatos parlamentarios consistirían en miembros del movimiento juvenil del Partido y que pondría una limitación de todos los mandatos de los líderes del partido a un máximo de dos años, además de la plena democratización del proceso electoral interno.
El 18 de febrero de 2017, miembros del Partido Democrático y otros partidos de la oposición, bajo el liderazgo de Lulzim Basha, instalaron una carpa gigante frente a la oficina del Primer Ministro en Tirana, luego de que miles de manifestantes se unieron para exigir elecciones libres y un gobierno tecnócrata. La protesta de la oposición se intensificó aún más en un conflicto político más grande. El Partido Democrático y sus aliados se negaron a registrarse para participar en las elecciones generales del 18 de junio, hasta que el gobierno aceptara sus condiciones para asegurar una elección libre y democrática.
En junio de 2017, Basha se reunió con el presidente Donald Trump durante una visita a los Estados Unidos como parte de su participación en la semana de desarrollo de la fuerza laboral de la Casa Blanca, halando de «iniciativas de la administración para reducir los impuestos, promover la formación profesional y laboral, un programa de aprendizaje».

## Posición política

### Integración de la Unión Europea

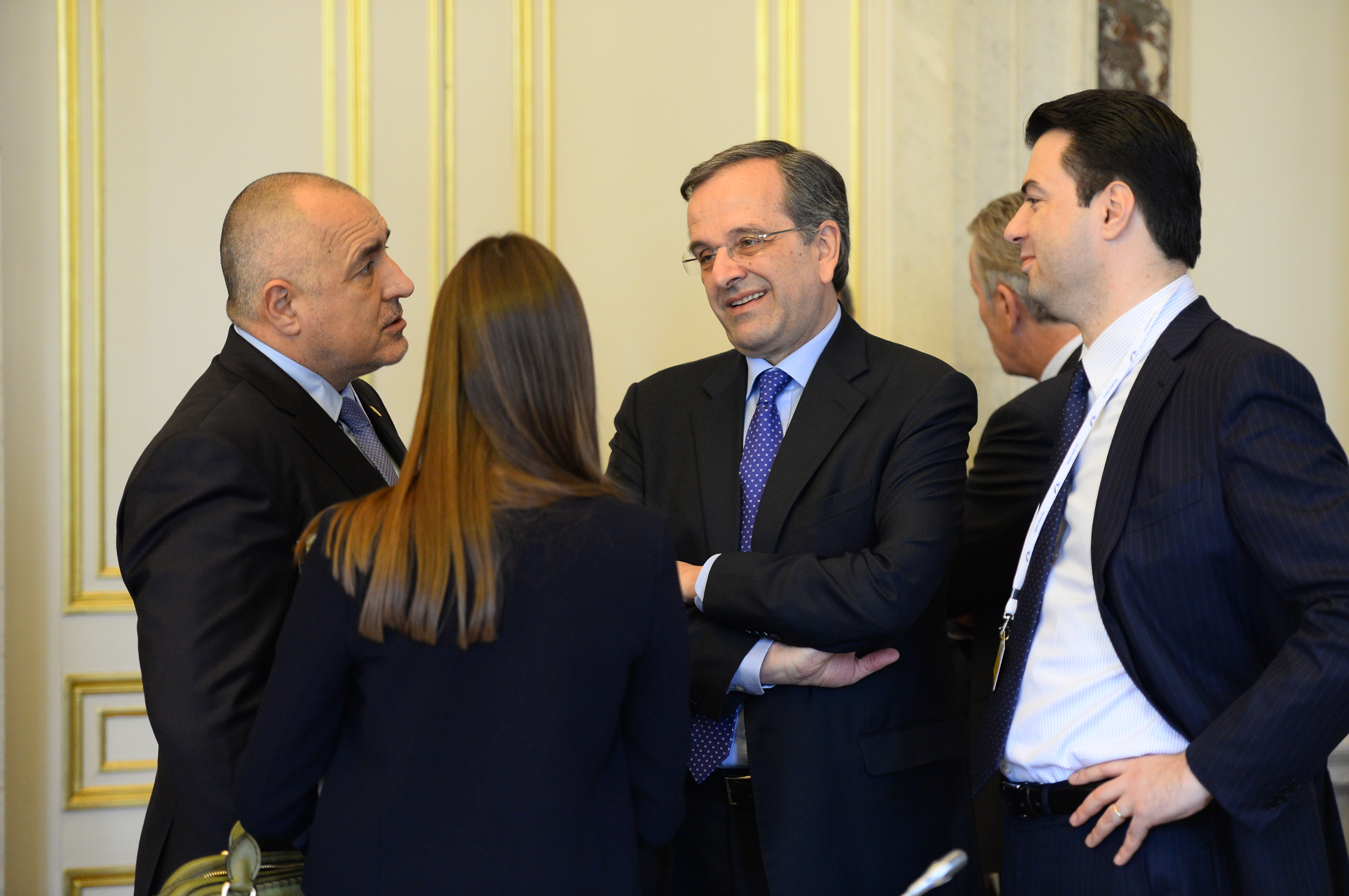
Basha se reunió con los líderes del Partido Popular Europeo durante la Cumbre del PPE, marzo de 2015, Bruselas

Basha es un firme partidario de que Albania se una a la Unión Europea. Ha acusado al gobierno de Edi Rama de distanciar a Albania de su perspectiva de la UE a través de reformas fallidas y corrupción. Entre 2007 y 2009, que se desempeñó como Ministro de Asuntos Exteriores, se centró principalmente en el proceso de liberalización de visas de Albania y terminó su mandato con la decisión de la UE de permitir que los albaneses pudieran viajar libremente en el área de Schengen por hasta 90 días.

### Economía
Durante las elecciones parlamentarias de 2017 propuso restablecer el impuesto a una tasa del 9%. El impuesto fijo era una forma de impuesto que había sido aplicada por el gobierno de Berisha durante el tiempo que el ala derecha estuvo en el poder, entre 2005-2013.

### Asuntos Exteriores
Basha es proestadounidense y, como líder del Partido Democrático, considera a los Estados Unidos como el socio estratégico más importante de Albania. En junio de 2017, Basha se reunió con el presidente Donald Trump durante una visita a los Estados Unidos como parte de su participación en la semana de desarrollo de la fuerza laboral de la Casa Blanca.

## Enlaces
- Lulzim Basha en X (antes Twitter)

| Cargos políticos              | Cargos políticos                            | Cargos políticos               |
| ----------------------------- | ------------------------------------------- | ------------------------------ |
| Precedido por Besnik Mustafaj | Ministro de Relaciones Exteriores 2007–2009 | Sucedido por Ilir meta         |
| Precedido por Bujar Nishani   | Ministro del Interior 2009–2011             | Tenido éxito por Bujar Nishani |
| Precedido por Edi rama        | Alcalde de Tirana 2011–2015                 | Sucedido por Erion Veliaj      |
| Precedido por Edi Rama        | Líder de la oposición 2013 – presente       |                                |
| Cargos políticos internos     |                                             |                                |
| Precedido por Sali Berisha    | Líder Partido Democrático 2013 – presente   |                                |

- Datos: Q1877224
- Multimedia: Lulzim Basha / Q1877224